# Kazimierz Eiger
Kazimierz Mieczysław Eiger, vel Casimiro Eiger (ur. 22 września 1909 w Warszawie, zm. 15 marca 1987 w Bogocie) – polski działacz emigracyjny, krytyk sztuki, galerysta, przedstawiciel dyplomatyczny Polski w Kolumbii (1946–1952).

## Życiorys
Kazimierz Eiger urodził się w zamożnej zasymilowanej żydowskiej rodzinie przemysłowca Bolesława Eigera (1868–1923) i Diany (1875–1945), córki fabrykanta Markusa Silbersteina. Miał siostrę Marię Eiger-Kamińską (1897–1983), działaczkę komunistyczną oraz braci: Stefana Napierskiego (1899–1940), poetę i Zdzisława Eigera (zm. 1924).
Młodość spędził w Lisowicach, Zakopanem (1921–1923) i Warszawie, gdzie od 1923 uczył się w Gimnazjum im. Józefa Poniatowskiego. Otrzymał licencjat z nauk politycznych i społecznych na Uniwersytecie Genewskim (1928–1931). Ok. 1932–1936 studiował literaturę i historię sztuki na Sorbonie. W 1938 wrócił do Polski. Krótko przed wybuchem II wojny światowej wyjechał do Paryża. Stamtąd udał się do Marsylii, skąd przez Maroko, dopłynął w 1941 do Ameryki Południowej. Kolejne państwa, do których przybywał, odmawiały mu jednak przyznania azylu. Wizę dzięki staraniu dyplomaty Mieczysława Chałupczyńskiego zdecydowała się wystawić Kolumbia.
W 1943 Eiger osiadł w Bogocie. Z jego inspiracji i z pomocą korespondentki AFP, Anny Kipper, w latach 1943–1945 ukazywał się tam miesięcznik „Por Nuestra Libertad y la Vuestra” („Za Naszą Wolność i Waszą"). Organizowano zbiórkę pomocy dla polskich ofiar wojny oraz żołnierzy Polskich Sił Zbrojnych na Zachodzie. Powołano związany z rządem emigracyjnym w Londynie Związek Polaków w Kolumbii. Do 1945 pracował w tamtejszym Poselstwie RP w Bogocie. Po nagłej śmierci Chałupczyńskiego, od 1946 do 1952 Eigner pełnił funkcję przedstawiciela rządu londyńskiego. Akredytowany był także na Ekwador. Jednak była to funkcja głównie honorowa ze względu na uznanie przez Kolumbię rządu komunistycznego w Warszawie.
Wykładał historię sztuki, język francuski oraz kulturę i literaturę francuską na Universidad Colegio Mayor de Cundinamarca (1946–1959) oraz Narodowym Uniwersytecie Kolumbii (1956–1964).
Był założycielem i kierownikiem dwóch pierwszych zawodowych galerii sztuki w Bogocie: El Callejón i Arte Moderno (od 1961 do 1987). Znalazł się także wśród współzałożycieli Muzeum Sztuki Współczesnej w Bogocie (MAMBO). W latach 50. był cenionym krytykiem sztuki w Kolumbii. Odgrywał istotną rolę w upowszechnianiu tamtejszej sztuki współczesnej. Prowadził programy radiowe oraz publikował artykuły poświęcone sztuce.
12 marca 1987 został odznaczony Narodowym Orderem Zasług dla Sztuki i Literatury.
Był homoseksualistą. Jako dorosły określał się jako katolik. Poza językiem francuskim posługiwał się biegle hiszpańskim, niemieckim, angielskim i, w mniejszym stopniu, rosyjskim. 
Do końca życia deklarował polską narodowość i obywatelstwo. Pochowany został na Cmentarzu Centralnym w Bogocie.